# Lijst van presidenten van Burkina Faso
Dit artikel geeft een lijst van presidenten van Burkina Faso.

## Lijst van presidenten van Burkina Faso (1958-heden)

### Republiek Opper-Volta(1958-1984)

#### Vicepresidenten van de regeringsraad van het autonoom Frans territorium Opper-Volta (1958-1960)
| Vicepresident | Vicepresident               | Ambtstermijn | Ambtstermijn | Partij |
| ------------- | --------------------------- | ------------ | ------------ | ------ |
|               | Ouezzin Coulibaly           | 1958         | 1959         | RDA    |
|               | Maurice Yaméogo (1921-1993) | 1959         | 1960         | MDV    |

#### President van de autonome Republiek Opper-Volta (1959-1960)
| President | President                   | Ambtstermijn | Ambtstermijn | Partij |
| --------- | --------------------------- | ------------ | ------------ | ------ |
|           | Maurice Yaméogo (1921-1993) | 1959         | 1960         | MDV    |

#### Presidenten van de onafhankelijke Republiek Opper-Volta (1960-1984)
| President | President                      | Ambtstermijn    | Ambtstermijn     | Partij |
| --------- | ------------------------------ | --------------- | ---------------- | ------ |
|           | Maurice Yaméogo (1921-1993)    | 5 augustus 1960 | 3 januari 1966   | UDV    |
|           | Sangoulé Lamizana (1916-2005)  | 3 januari 1966  | 25 november 1980 | MNR    |
|           | Jean-Baptiste Ouedraogo (1941) | 8 november 1982 | 4 augustus 1983  | Mil.   |
|           | Thomas Sankara (1949-1987)     | 4 augustus 1983 | 4 augustus 1984  | Mil.   |

### Burkina Faso (1984-heden)
| President | President                         | Ambtstermijn                      | Ambtstermijn                      | Partij             |
| --------- | --------------------------------- | --------------------------------- | --------------------------------- | ------------------ |
|           | Thomas Sankara (1949-1987)        | 4 augustus 1984                   | 15 oktober 1987                   | Mil.               |
|           | Blaise Compaoré (1951)            | 15 oktober 1987                   | 31 oktober 2014                   | Mil./FP/ODP-MT/CDP |
|           | Yacouba Isaac Zida (1965)         | 1 t/m 18 november 2014            | 1 t/m 18 november 2014            | Mil.               |
|           | Michel Kafando (1942)             | 18 november 2014                  | 17 september 2015                 | On.                |
|           | Gilbert Diendéré (1960)           | 17 t/m 23 september 2015          | 17 t/m 23 september 2015          | Mil.               |
|           | Michel Kafando (1942)             | 23 september t/m 29 december 2015 | 23 september t/m 29 december 2015 | On.                |
|           | Roch Marc Christian Kaboré (1957) | 29 december 2015                  | 24 januari 2022                   | MPP                |
|           | Paul-Henri Sandaogo Damiba (1981) | 24 januari 2022                   | 30 september 2022                 | Mil.               |
|           | Ibrahim Traoré (1988)             | 30 september 2022                 | huidig                            | Mil.               |

Afkortingen:
- RDA = Rassemblement Démocratique Africain (centrum)
- MDV = Beweging voor Democratisch Volta (centrum)
- UDV = Unie Democratisch Volta (centrum)
- MNR = Nationale Vernieuwingsbeweging (centrum)
- Mil. = Militair
- FP = Volksfront (links)
- ODP-MT = Organisatie voor Volksdemocratie-Arbeidersbeweging (extreemlinks)
- CDP = Congres voor Vooruitgang en Democratie (centrumlinks)
- MPP = Mouvement du peuple pour le progrès (centrumlinks)
- On. = Onafhankelijk